# Marc Cocceu Nerva (cònsol 36 aC)
Marc Cocceu Nerva (en llatí Marcus Cocceius Nerva) va ser un magistrat romà que va viure al segle i aC.
És probablement la persona que va aconseguir la reconciliació entre Marc Antoni i Octavi l'any 40 aC, tot i que Appià parla d'un Luci Cocceu. Va ser cònsol juntament amb Luci Gel·li Publícola l'any 36 aC.
De vegades se l'ha considerat l'avi de l'emperador Nerva, però això no és possible, ja que l'avi de Nerva va morir l'any 33 i en aquest any hauria tingut almenys 110 anys. L'avi era probablement un fill del mateix nom, Marc Cocceu Nerva, que va ser cònsol l'any 22.